# Douanestatus
Douanestatus is de douanetechnische status van goederen die zich in het douanegebied van de (Europese) Unie bevinden.
Bij vervoer van goederen vanuit buiten de EU moet de douane na het aanbrengen van de goederen bepalen of het douanetoezicht op de goederen moet blijven bestaan of dat het toezicht kan worden beëindigd. Dit is afhankelijk van de douanestatus van de goederen.
Voor wat betreft de douanestatus zijn er twee mogelijkheden:
- unie-status (tot 1 mei 2016 communautaire status genoemd)
- niet-unie-status (tot 1 mei 2016 niet-communautaire status genoemd)

## Communautaire status
Goederen die de communautaire status hebben worden communautaire goederen genoemd. Communautaire goederen zijn volgens de Communautair Douanewetboek (CDW) goederen die
1. geheel en al verkregen zijn in de Europese Unie. Dit zijn goederen die direct ontstaan zijn in de EU, zoals graan dat geoogst is in de EU, delfstoffen die gedolven zijn in de EU enz., maar ook producten die gemaakt zijn van goederen die direct in de EU zijn ontstaan; dus ook brood dat gebakken is van meel uit granen van de EU heeft de communautaire status.
2. ingevoerd zijn uit een land dat niet tot de EU behoort en daarna in de vrije verkeer gebracht zijn van de EU. Dit zijn goederen die afkomstig zijn uit een zogenaamd derde land (een niet-EU-land), zijn overgebracht naar de EU en waarvoor invoerrechten en andere belastingen zoals btw zijn voldaan. Deze goederen mogen geheel vrij in de EU voorhanden zijn zonder dat de douane daar nog bemoeienis mee heeft.
3. in de EU gemaakt zijn uit ofwel goederen die hiervoor in punt 2 bedoeld zijn ofwel uit een combinatie van goederen van punt 1 en punt 2.

## Niet-communautaire status
Niet-communautaire goederen zijn alle goederen die niet voldoen aan de definitie van communautaire goederen. Deze goederen staan onder douanetoezicht.

## Status bij binnenkomst
Als goederen de EU binnenkomen gaat de douane er in eerste instantie van uit dat het niet-communautaire goederen betreft. Op niet-communautaire goederen zijn nog allerlei formaliteiten van toepassing, zoals het betalen van rechten bij invoer. Het kan zelfs zijn dat er verbodsbepalingen van toepassing zijn. Zolang de goederen volgens de douane nog de niet-communautaire status hebben blijven ze onder douanetoezicht.

## Status bij het aantreffen in het binnenland
De hoofdregel voor het vaststellen van de status van goederen bij het aantreffen in het binnenland is dat alle goederen die binnen het douanegebied van de Gemeenschap worden vervoerd communautaire goederen zijn, tenzij het tegendeel blijkt (bijvoorbeeld door vermelding van de code T1 op het begeleidingsdocument A). Hierdoor is de controle door de douane bij binnenkomst van goederen heel belangrijk. 

## Toezicht na binnenkomst
Als na het aanbrengen van de goederen aangetoond wordt dat het om communautaire goederen gaat, houdt het douanetoezicht op te bestaan. Dat komt bijvoorbeeld voor als goederen over zee van de ene haven van de EU naar de andere vervoerd worden en het in de haven van vertrek al ging om communautaire goederen.
Betreft het echter niet-communautaire goederen dan blijft de douanetoezicht bestaan. De goederen moeten na binnenkomst een toegestane douanebestemming krijgen. Doordat dit een bestemming is die toegestaan is door de douane kan de douane controle blijven uitoefenen. Deze bestemming kan voorlopig dan wel definitief zijn. Een van de douanebestemmingen is de plaatsing van goederen onder een douaneregeling.